# Танцы в «Голубой игуане»
«Танцы в „Голубой игуане“» (англ. Dancing at the Blue Iguana) — американская драма 2000 года режиссёра Майкла Рэдфорда, сюжет которой вращается вокруг жизни стриптизёрш клуба «Голубая игуана».
В 2001 году Дэрил Ханна, исполнившая роль Энджел, выпустила часовой документальный фильм «Записки стриптизёрши», основанный на её опыте работы стриптизёршей в «Танцах в „Голубой игуане“» и общении с реальными представительницами профессии. «Записки стриптизёрши» был включён в качестве дополнительных материалов в DVD-издание фильма.

## Сюжет
Энджел, Жасмин, Джо и Сторми по ночам работают стриптизёршами в клубе «Голубая игуана» в долине Сан-Фернандо. Однако, вне сцены их жизнь отнюдь не покрыта блёстками и не проходит под зажигательную музыку.
Дикая и живущая одним днём Джо обнаруживает, что беременна, и, пытаясь сохранить это в тайне, решается на аборт.
Легкомысленная и простодушная Энджел наоборот мечтает о ребёнке, собственном или приёмном. Она отправляется для собеседования в органы опеки, однако усыновление оказывается не так просто для девушки, не состоящей в браке, не имеющей стабильного заработка и частенько курящей марихуану.
Жасмин в свободное от работы время пишет красивую поэзию и посещает литературные чтения. На одном из таких чтений, их организатор Деннис вызывает робкую Жасмин прочесть перед всеми свои стихи. Поначалу смятенная, она набирается смелости и осознав свой потенциал решается отправиться на организованные Деннисом чтения в Сан-Франциско. У них завязываются романтические отношения, но в день запланированной поездки хозяин «Голубой игуаны» Эдди не отпускает Жасмин. Деннис приходит на работу к Жасмин, но видя её танец не выдерживает и молча покидает клуб.
Сторми — внешне очень замкнутая и необщительная, – переживает болезненный разрыв кровосмесительных отношений с братом, который собирается жениться.
В клуб устраивается несовершеннолетняя Джесси, которая в первый же вечер работы завязывает роман с завсегдатаем клуба Чарли. Как-то ночью Чарли, домой к которому пришла Джесси, избивает её и выставляет прочь, свалив все свои неудачи на её дурную репутацию. После этого напившаяся с горя Джесси со всеми своими вещами приходит в квартиру Джо.
В мотель, расположенный рядом с «Голубой игуаной» заселяется русский киллер Саша, приехавший в Лос-Анджелес для убийства русского бандита, поселившегося неподалёку. Ночью Саша выглядывает в окно и видит вышедшую на перекур Энджел. Он сразу влюбляется в неё и вскоре начинает анонимно присылать ей цветы и подарки, изменив своему решению менять мотель каждый день.

## В ролях
| Актёр            | Роль     |
| ---------------- | -------- |
| Шарлотта Аянна   | Джесси   |
| Кристин Бауэр    | Нико     |
| Уильям Эрл Браун | Бобби    |
| Дэрил Ханна      | Ангел    |
| Крис Хоган       | Деннис   |
| Шейла Келли      | Сторми   |
| Элиас Котеас     | Салли    |
| Владимир Машков  | Саша     |
| Сандра О         | Жасмин   |
| Родни Роуленд    | Чарли    |
| Дженнифер Тилли  | Джо      |
| Роберт Уиздом    | Эдди     |
| Кристина Кэбот   | Кристина |